# Reaction Motors XLR99
Le Reaction Motors XLR99 est un moteur-fusée développé par le motoriste américain Reaction Motors pour propulser l'avion-fusée expérimental  North American X-15. Il était capable de fournir une poussée de 254 kN avec une impulsion spécifique de 279 secondes dans le vide (239 secondes au sol). La poussée était modulable de 50 à 100 % et il pouvait être redémarré en vol. Le moteur consommait un mélange d'oxygène liquide et d'ammoniac avec une consommation de 4,5 tonnes par minute. Le premier exemplaire du X-15 emportait 83 secondes de carburant pour ses vols tandis que le second pouvait en emporter pour 150 secondes. Comme tous les moteurs-fusées à ergols liquides, la chambre de combustion et la tuyère étaient refroidis par circulation d'ergols. Le moteur avait une masse à sec de 413 kg.